# Gregorio Bartolini
Gregorio Bartolini (* 6. Dezember 1818 in Rom; † 26. Juli 1890 ebenda) war ein italienischer römisch-katholischer Geistlicher, Zisterzienser, Abt und Generalabt.

## Leben und Werk
Bartolini war Mönch und Bibliothekar im Kloster Santa Croce in Gerusalemme (Rom). Von 1880 bis zu seinem Tod war er (als Nachfolger von Teobaldo Cesari) gewählter, ab 1886 vom Papst bestimmter, Generalabt des Zisterzienserordens (Nachfolger: Leopold Wackarž) und gleichzeitig Abt von Santa Croce.